# Erythrodiplax castanea
Erythrodiplax castanea é uma libélula de porte médio (aproximadamente de 30 a 35 milímetros de envergadura alar) com corpo predominantemente negro, podendo exibir pruinosidade cinzenta em indivíduos maduros. A mancha basal nas asas posteriores é pequena, sem atingir a nervura cubito-anal.

## Distribuição e habitat
Espécie neotropical, ocorre desde o sul dos Estados Unidos e México até o norte da Argentina, incluindo Caribe e toda a América do Sul. Em ecossistemas de Caatinga, foi listada em inventários nos Parques Nacionais de Ubajara (Ceará) e no Piauí. No Maranhão, registros ocorrem em margens de riachos temporários e brejos. Habita ambientes lênticos (lagoas, brejos) e lóticos (riachos, córregos).

## Biologia e ecologia
Adultos são predadores aéreos que patrulham margens de água parada ou corrente leve, pousando em vegetação emergente para capturar pequenos dípteros e himenópteros em voo. As ninfas desenvolvem-se enterradas no sedimento aquático, emergindo após múltiplos ínstares para completar a metamorfose hemimetabólica.

## Estado de conservação
Avaliada como Pouco Preocupante (LC) pela IUCN, devido à ampla distribuição e à ausência de declínios populacionais detectáveis.